# Педро Тролио
Педро Тролио е аржентински футболист.

## Национален отбор
Записал е и 21 мача за националния отбор на Аржентина.
| Аржентина | Аржентина | Аржентина |
| Година    | Мачове    | Голове    |
| --------- | --------- | --------- |
| 1987      | 1         | 0         |
| 1988      | 3         | 1         |
| 1989      | 8         | 0         |
| 1990      | 9         | 1         |
| Общо      | 21        | 2         |